# الذروة المناخية للإيوسيني الأوسط
الذروة المناخية للإيوسيني الأوسط (بالإنجليزية: Middle Eocene Climatic Optimum) (MECO)، ويُشار إليها أيضًا باسم الحد الأقصى الحراري للإيوسيني الأوسط (بالإنجليزية: Middle Eocene Thermal Maximum) (METM)، وهي فترة مناخية دفيئة للغاية حدثت خلال مرحلة البارتوني، وذلك في الفترة الممتدة من حوالي 40.5 إلى 40.0 مليون سنة مضت. وقد مثّلت هذه الفترة انعكاسًا ملحوظًا للاتجاه العام نحو التبريد العالمي الذي ميّز الإيوسيني الأوسط والمتأخر.